# Kinder- und Jugendparlament

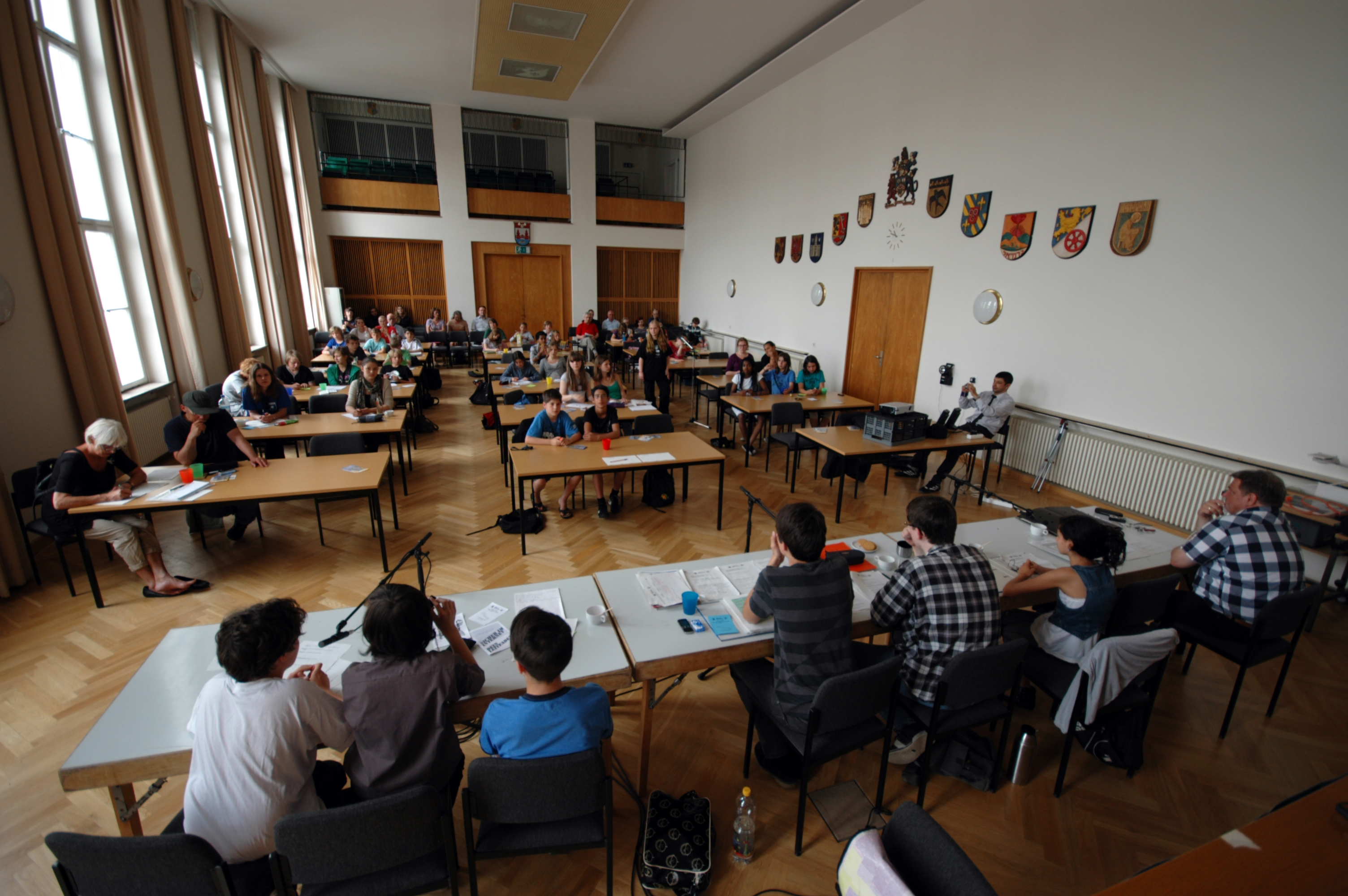
Kinder- und Jugendparlament Berlin Charlottenburg-Wilmersdorf im Juni 2011

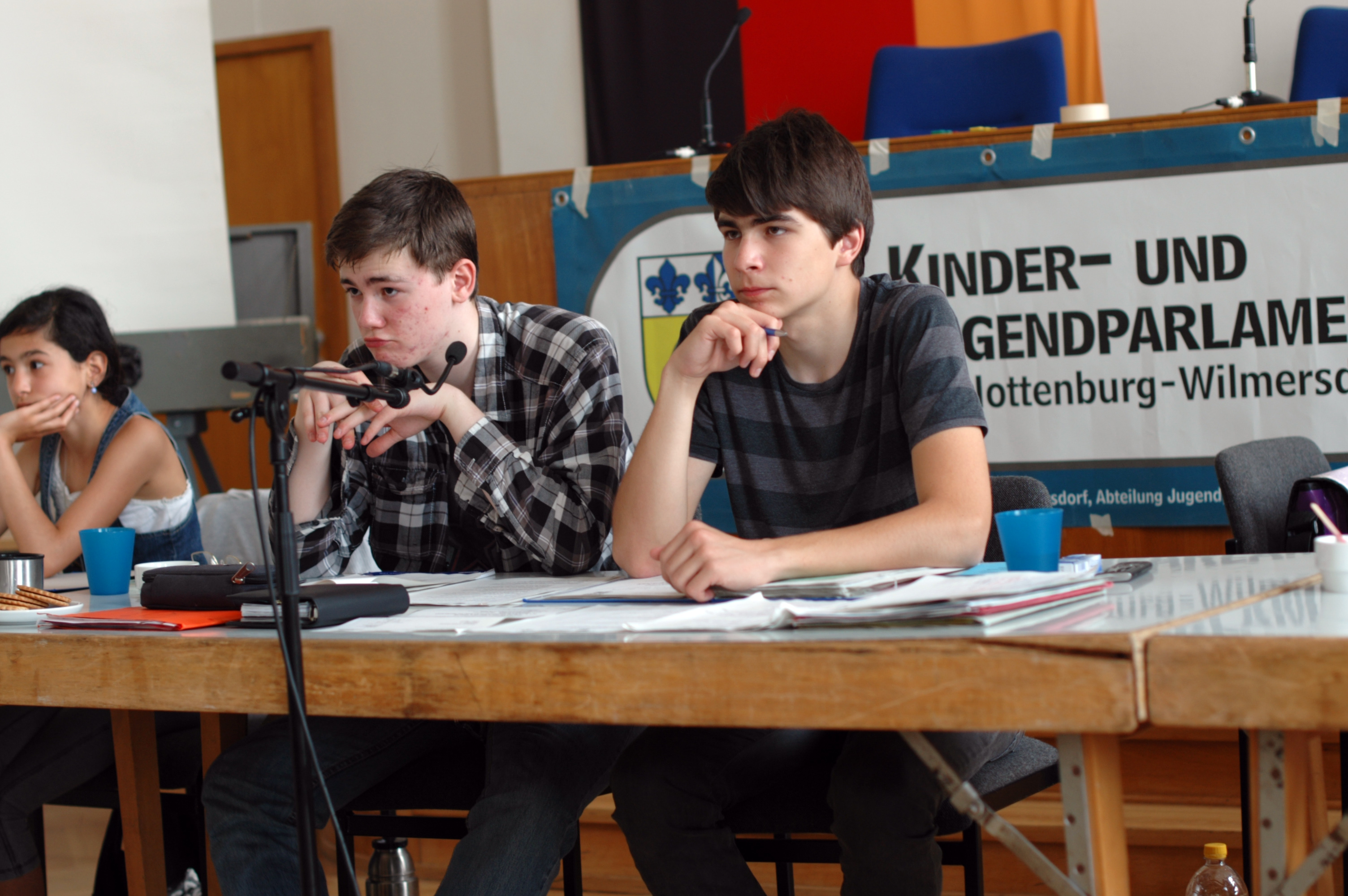
Jugendparlament

Ein Kinder- und Jugendparlament stellt eine konkrete Umsetzung von Jugendpartizipation bzw. Kinder- und Jugendbeteiligung dar.

## Allgemeines
Kommunale Kinder- und Jugendparlamente sowie analoge Formen mit Bezeichnungen wie Kinder- und Jugendgemeinderäte sind ein in den 1980er Jahren entstandenes Format der institutionalisierten und repräsentativen Kinder- und Jugendbeteiligung auf kommunalpolitischer Ebene (Gemeinden, Städte, Landkreise); verwandte Praxisformen wie Kinder- und Jugendbeiräte, Jugend(-stadt)räte oder Jugendforen können dem Status von Kinder- und Jugendparlamenten entsprechen.

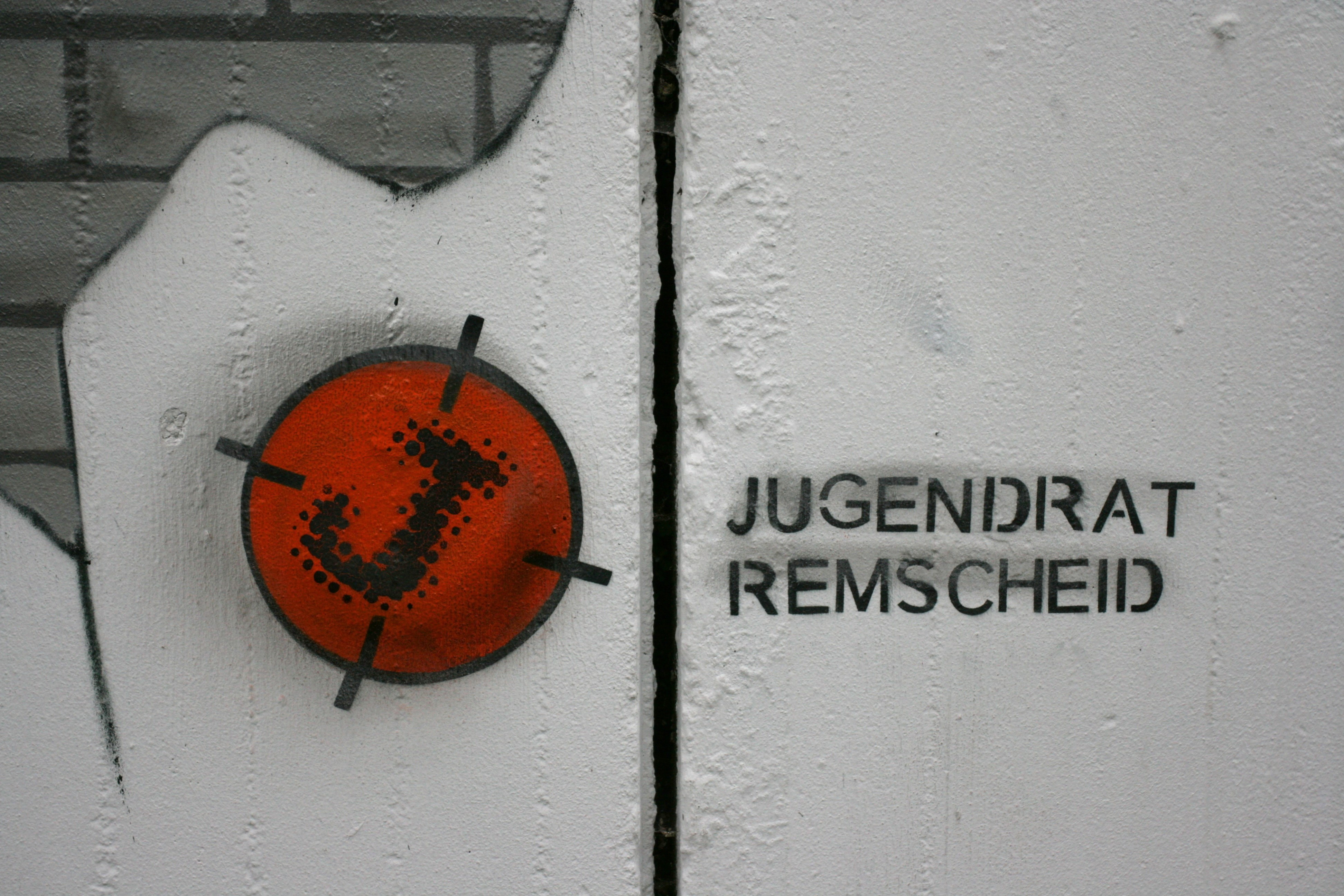
Ein dem Jugendrat Remscheid gewidmetes Wandgemälde (Ausschnitt)

Konstitutiv für Kinder- und Jugendparlamente ist ihre Nähe zu politisch-parlamentarischen Strukturen und Gremien. Junge Vertreter nehmen die Interessen für Kinder und Jugendliche gegenüber den jeweiligen Gemeinden bzw. Kommunen wahr. Sie sind mit einem allgemeinpolitischen Mandat ausgestattet und werden durch eine kooperative Grundhaltung von Politik und Verwaltung unterstützt. Dabei werden Fragen zur Schulhofgestaltung, zu Radwegen oder Freizeitanlagen ebenso behandelt wie auch Probleme des Umweltschutzes. Mögliche Lösungsvorschläge werden in Form von Anträgen den Politikern vorgelegt. Es ist auch möglich, dass das Kinder- und Jugendparlament einen eigenen Etat (Budget) zur Verfügung hat, über den es frei verfügen kann.
Kinder- und Jugendparlamente haben in der Regel und in Abhängigkeit von der Größe der Kommune 10 bis 25 Mitglieder überwiegend in der Altersspanne zwischen 12 und 18 Jahren und sind divers zusammengesetzt. Legitimation und Repräsentativität entstehen durch von Kommunen durchgeführte Urwahlen, Wahlen insbesondere an Schulen oder durch Delegation von Jugendverbänden bzw. im Kontext von Jugendarbeit.
Von besonderer Bedeutung sind zudem ein starkes politisches Mandat durch Politik und Verwaltung, welches verbindlich per Satzung verankert und/oder per Dienstanweisung geregelt ist, sowie ein selbst verwaltetes Budget, Betreuung durch Fachkräfte und ein vergleichsweise hohes Maß an Verbindlichkeit (z. B. durch Teilnahmeverpflichtung an regelmäßigen Sitzungen) und eine eher längerfristige Perspektive (mehrere Wahlperioden). Eine umfassende empirische Studie bildet die Grundlage dieser Qualitätsmerkmale, die Wirksamkeit und Selbstwirksamkeit von Kindern und Jugendlichen ermöglichen und zu höherer Akzeptanz von und größerem Vertrauen in Demokratie, Politik und Parteien beitragen.
Kinder- und Jugendparlamente sind eine besonders anspruchsvolle Form der permanenten politischen Beteiligung von Kindern und Jugendlichen auf kommunaler Ebene. Von den verbreiteten Formen der Beteiligung in Form von Projekten, der Mitsprache in Jugendeinrichtungen oder offenen Foren unterscheiden sich Kinder- und Jugendparlamente durch ihren repräsentativen Anspruch, die thematische Breite, eine auf Dauer angelegte institutionelle Verankerung und die Nähe zu Kommunalpolitik und -verwaltung.

## Deutschland

### Geschichte
In den 1960er Jahren entstanden in vielen deutschen Städten Jugendparlamente, um Jugendliche in der Nachkriegszeit an die Demokratie heranzuführen und zugleich die aufkommende Jugendprotestbewegung zu kanalisieren. Zusammensetzung, Befugnisse und Tagungsweise dieser Parlamente unterschieden sich. Als besonders wegweisend gilt das Wolfsburger Jugendparlament, das 1962 unter anderem von Walter E. Lellek ins Leben gerufen wurde.
Breitere und dauerhafte Resonanz erzielte eine Gründungswelle von Jugendgemeinderäten, die in den 1980er Jahren in Baden-Württemberg einsetzte. Ein landesweiter Dachverband stabilisierte diese Entwicklung und sorgte für größere Sichtbarkeit.
Nach diesem Vorbild wurden inzwischen auch in zahlreichen Städten und Gemeinden in anderen Bundesländern Jugendgemeinderäte oder vergleichbare Gremien eingerichtet. Deren Zahl ist aber weit niedriger als im Südwesten.
Seither ist bundesweit nicht nur die Zahl der lokalen Kinder- und Jugendparlamente angestiegen, auch ihr Profil hat sich verändert.

### Situation in Baden-Württemberg
Jugendgemeinderäte sind in Baden-Württemberg eine besonders weit verbreitete Form der Jugendpartizipation.

### Situation in anderen Bundesländern
Nach dem baden-württembergischen Vorbild aus den 1980er Jahren wurden inzwischen auch in zahlreichen Städten und Gemeinden in anderen Bundesländern Jugendgemeinderäte oder vergleichbare Gremien eingerichtet. Deren Zahl ist aber weit niedriger als im Südwesten.
Der § 56b der rheinland-pfälzischen Gemeindeordnung erlaubt es allen Gemeinden, eine Jugendvertretung einzurichten. Die Bezeichnungen sind sehr unterschiedlich (Jugendparlament, Jugendgemeinderat, Jugendforum, u. v. m.).
Der Dachverband der Jugendgemeinderäte in Rheinland-Pfalz hat sich am 17. Januar 2010 gegründet und ist ein Zusammenschluss von Jugendvertretungen aus Rheinland-Pfalz (zurzeit Bernkastel-Kues, Morbach, Pluwig, Kaiserslautern und Haßloch). Der Dachverband hat sich per einstimmigem Beschluss durch die Dachverbandsversammlung am 8. September 2012 in Langenlonsheim aufgrund festgestellter Nichtnotwendigkeit solcher formeller Strukturen selbst aufgelöst.
In Schleswig-Holstein wurden in den vergangenen Jahren ebenfalls immer mehr Jugendvertretungen, die dem baden-württembergischen Konzept nahekommen, eingerichtet, da durch den § 47f der Gemeindeordnung eine Verpflichtung zur angemessenen Beteiligung von Jugendlichen besteht. Der älteste, aktive Jugendrat in Schleswig-Holstein ist der Kinder- und Jugendbeirat Elmshorn, welcher bereits seit 1994 arbeitet. Seit 2017 besteht außerdem die Möglichkeit für diese Beiräte bei einer gemeinsamen zentral organisierten landesweiten Wahl teilzunehmen, um z. B. Ressourcen besser nutzen zu können, aber auch um die Bekanntheit dieser Wahlen zu erhöhen.
2019 wurde in Nordrhein-Westfalen die Initiative Jugendparlament e. V. mit dem Ziel gegründet, deutschlandweit an Standorten ohne Jugendparlament, auf die Gründung eines solchen hinzuwirken.

### Landesweite Dachverbände kommunaler Kinder- und Jugendparlamente (u. Ä.)
- Baden-Württemberg – Dachverband der Jugendgemeinderäte Baden-Württemberg e. V. (seit 1993)
- Bayern – DVBJ – Dachverband der bayerischen Jugendvertretungen (seit 2022)
- Brandenburg – DKJB – Dachverband der Kinder- und Jugendgremien Brandenburg (seit 2022)
- Hessen – HUSKIJ – Hessischen Union zur Stärkung von Kinder- und Jugendinteressen (seit 2017)
- Nordrhein-Westfalen – KiJuRat NRW – Kinder- und Jugendrat Nordrhein-Westfalen (seit 2006)
- Rheinland-Pfalz – Dachverband der kommunalen Jugendvertretung Rheinland-Pfalz (seit 2017)
- Schleswig-Holstein – jupa sh – Jugendparlamente Schleswig-Holstein (seit 2024)
- Thüringen – DKJG – Dachverband der Kinder- und Jugendgremien Thüringen (seit 2018)
- Niedersachsen – NDJ – Niedersächsischer Dachverband der Kinder- und Jugendbeteiligungsgremien (seit 2024)

In Bayern war bereits mehrfach versucht worden, einen überregionalen Dachverband zu finden. Hauptinitiatoren waren das Jugendparlament Pfaffenhofen sowie der Jugendrat Dachau. Seit März 2012 bestand der „Verband bayerischer Jugendbeteiligungsplattformen“, nachdem eine erneute Initiative aus Pfaffenhofen, einen solchen Verband zu gründen, erfolgreich durchgeführt wurde. Nachdem dieser Versuch jedoch an mangelnder Kommunikation gescheitert war, löste sich der Verband auf. Wenige Jahre später unternahmen bayerische Jugendvertretungen einen neuen Versuch, der mit der Gründung des Dachverbandes der bayerischen Jugendvertretungen am 19. März 2022 einen Erfolg darstellte. Am Gründungstag waren bereits 44 delegierte Mitglieder aus allen bayerischen Himmelsrichtungen anwesend, die einen bunten Vorstand aus verschiedenen Städten wählten. Die Stellvertreterin der Akademie für Kinder- und Jugendparlamente zeigte sich im Angesicht der schnellen, erfolgreichen und kompetenten Planung beeindruckt. In der Anfangsphase erstellt der DVBJ einen Katalog aller bayerischen Jugendvertretungen, gründet Arbeitsgruppen und rekrutiert neue Mitglieder.
Die landesweiten Dachverbände unterscheiden sich grundlegend von Landeskinder- und Jugendparlamenten. Erstgenannte machen es sich unter anderem zur Aufgabe, die Interessen der kommunalen Kinder- und Jugendgremien auf Landesebene zu vertreten, ihnen in landespolitischen Aspekten wie beispielsweise Schule eine Stimme zu verleihen. Auch die Gründung weiterer landesweiter Dachverbände treiben sie voran und vernetzen sich untereinander. Darüber hinaus gestalten und fördern sie maßgeblich die landesweite Vernetzung ihrer kommunalen Kinder- und Jugendparlamente, -gremien und -vertretungen.
Beispielsweise treffen sich seit 2004 die Jugendgremien aus Nordrhein-Westfalen in Herne. Im sogenannten „Workshop unter Palmen“ (WuP)
2006 wurden die fünf Sprecher des Kinder- und Jugendrates NRW gewählt. Diese leiteten die erste Sitzung im Januar 2007 im Familienministerium. Der Minister Armin Laschet eröffnete die rund dreistündige Sitzung, an der viele Jugendgremien mit je zwei Vertretern (ein Stimmberechtigter und ein Vertreter) teilnahmen.

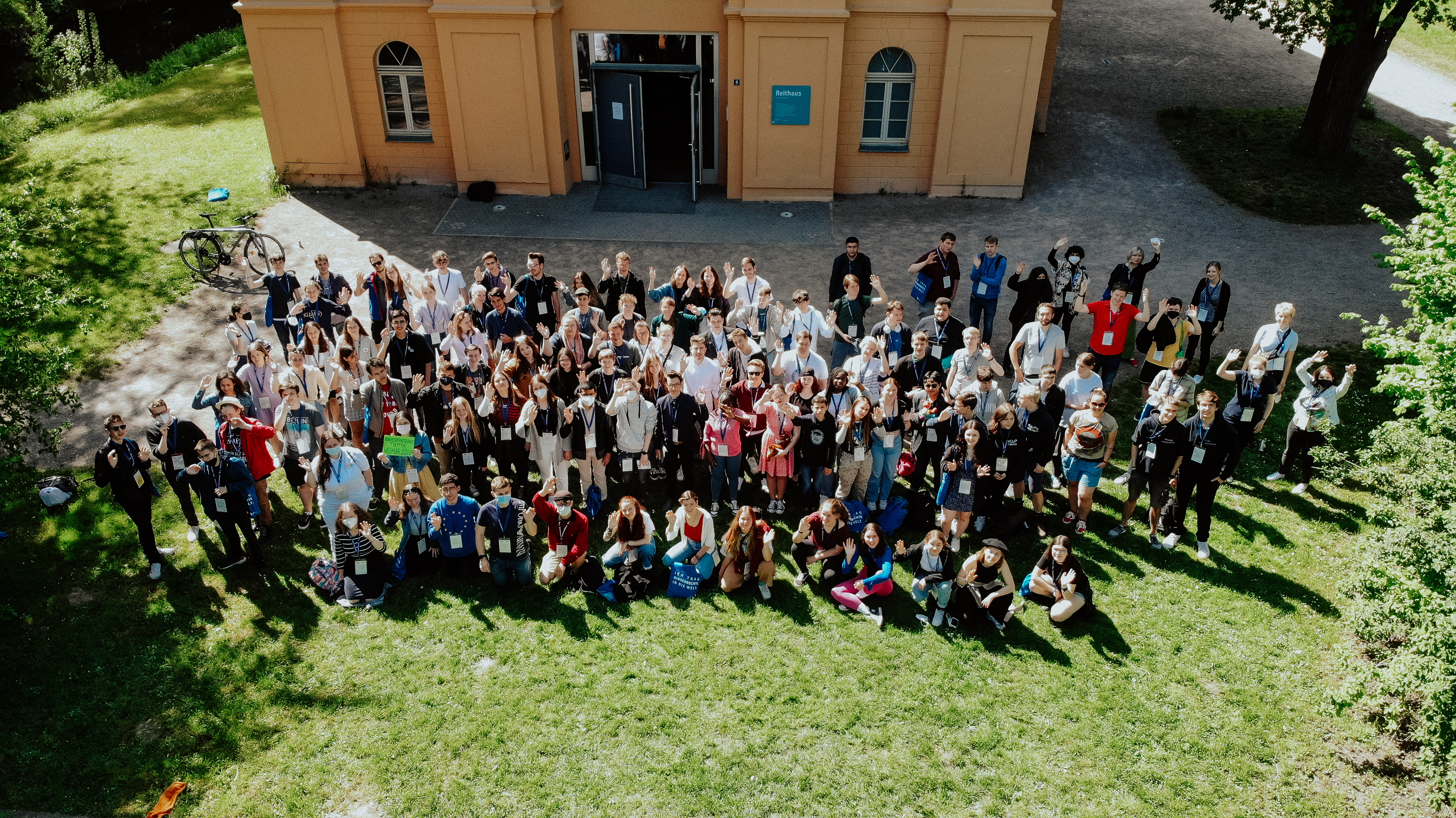
Erstes Bundesvernetzungstreffen für Kinder- und Jugendparlamente u. ä. vom 13.-15.05.2022 in der Erwachsenen- und Jugendbildungsstätte Weimar (EJBW) – Gruppenfoto

Weitere landesweite Vernetzungstreffen sind:
- „Vernetzungstreffen der Kinder- und Jugendgremien Brandenburg“
- „KiJuKon“ Landesweiter Kinder- und Jugendkongress in Hessen (nicht regelmäßig)
- „KiJuPaRaBe“ in Mecklenburg-Vorpommern
- „StimmRecht!“ in Niedersachsen
- Landestreffen der kommunalen Jugendvertretungen in Rheinland-Pfalz
- Vernetzungstreffen für Kinder- und Jugendvertretungen Sachsen (alle zwei Jahre)
- „PartizipAction!“ in Schleswig-Holstein
- „Kinder- und Jugendgremienkongress Thüringen“

2022 fand erstmalig ein „Bundesvernetzungstreffen der Kinder- und Jugendparlamente“ in Weimar statt. 115 Jugendliche aus allen Bundesländern tauschten sich in zahlreichen Workshops und informell aus.

### Vertretungen auf Landes- und Bundesebene
Kinder- und Jugendparlamente auf Landesebene gibt es in Deutschland nicht, wurden aber in verschiedenen Bundesländern von einzelnen Akteuren ins Gespräch gebracht. Zum Beispiel hat das Bundesland Rheinland-Pfalz die Unterstützung der Einrichtung eines Jugendbeirats auf Landesebene in seinem Koalitionsvertrag (2021–2026) verankert.
Etwa die Hälfte der Bundesländer bietet Jugendlandtage an, die allerdings in der Regel keine kontinuierliche politische Beteiligung ermöglichen, sondern stärker auf politische Bildung, Dialoge mit der Landesregierung oder politische Nachwuchsförderung setzen.
Im Unterschied zu anderen westlichen Ländern wie Großbritannien oder Irland gibt es in Deutschland keine parlamentarische Jugendvertretung auf Bundesebene.

### Studienergebnisse zu Kinder- und Jugendbeteiligungsformaten
Eine Erhebung zur repräsentativen Kinder- und Jugendbeteiligungsformaten in Deutschland aus dem Jahr 2020 zeichnet folgendes Bild:

#### Verbreitung und räumliche Verteilung
Im Jahr 2018 konnten bundesweit rund 520 lokale Kinder- und Jugendparlamente gezählt werden. Bei rund 11.000 Kommunen erscheint die Zahl eher bescheiden, aber es gibt einen deutlichen Größeneffekt. In kleinen Gemeinden unter 5.000 Einwohner, die 73 % aller Gemeinden ausmachen, verfügen nur weniger als ein Prozent über ein Kinder- und Jugendparlament. In kleinen Mittelstädten (20.000 bis unter 50.000 Einwohner) hat bereits jede dritte Kommune eine parlamentarische Repräsentation junger Menschen. Bei den großen Mittelstädten (bis 100.000 Einwohner) sind es 43,6 % und bei den Großstädten bis zu einer halben Million Einwohner haben bereits mehr als zwei Drittel ein Kinder- und Jugendparlament. Auch 14 der 294 Landkreise verfügen über ein Kreisjugendparlament. In der Verteilung nach Bundesländern steht Baden-Württemberg mit mehr als 100 Jugendgemeinderäten an der Spitze, gefolgt von Nordrhein-Westfalen (79 Kinder- und Jugendparlamente), Niedersachsen (75 Jugendparlamente), Bayern (68 Kinder- und Jugendparlamente), Schleswig-Holstein (55 Kinder- und Jugendparlamente) und Hessen mit 5.

#### Beteiligungslandschaften
Kinder- und Jugendparlamente sind in der Regel in vielfältige Beteiligungslandschaften für junge Menschen eingebettet. Sie ersetzen und verdrängen andere Beteiligungsformen nicht. Befürchtungen, Kinder- und Jugendparlamente könnten andere Formen der Jugendpartizipation verdrängen, haben sich nicht bestätigt.

#### Dauer
In der Mehrheit aller Kommunen sind Kinder- und Jugendparlamente keine kurzlebige Angelegenheit. Ein Drittel der Gremien ist älter als elf Jahre, rund ein Viertel sogar älter als 20 Jahre. Mehr als ein Viertel der kommunalen Vertretungen sind vor weniger als fünf Jahren gegründet worden, was auf einen kleinen Boom dieses Formats hindeutet.

#### Initiative
Kinder- und Jugendparlamente entstehen überwiegend auf Initiative der Stadtspitze, der politischen Parteien und von pädagogischen Fachkräften. Aber auch lokale Jugendinitiativen und Stadtjugendringe setzen sich für deren Gründung ein.

#### Profil und Zugänge
In der Mehrzahl haben die Kinder- und Jugendgremien bis zu 20 Mitglieder, in Großstädten können es auch deutlich mehr sein. Mitglied wird man überwiegend durch Wahlen entweder in Schulen oder durch Urwahlen, aber auch die Delegation durch Schulen, Jugendeinrichtungen und -verbände, Parteien und Vereinen spielt eine Rolle. Rund 40 % der Kinder- und Jugendparlamente sind auch für Eigeninitiativen offen. Sieben von zehn Kinder- und Jugendparlamenten haben eine Legislaturperiode von zwei Jahren.

#### Zusammensetzung und Repräsentativität
In den Dimensionen Geschlecht, Bildung und soziale Herkunft liegt die Zusammensetzung der Kinder- und Jugendparlamente näher am Durchschnitt der jungen Bevölkerung, als dies noch vor Jahren berichtet wurde. Da die 14- bis 18-Jährigen die stärkste Altersgruppe darstellen und deren Bildungsbeteiligung in den letzten Jahrzehnten angewachsen ist (mehr als die Hälfte eines Jahrgangs erwirbt aktuell die Hochschulreife), stellen Schüler die größte Gruppe. Dabei sind Gymnasien und Oberschulen in einem Drittel der Vertretungen stärker präsent. Aber in mehr als der Hälfte der Gremien sind Jugendliche in Ausbildung und Lehre vertreten, in einem Viertel auch Berufstätige. Von 70 % der Kinder- und Jugendparlamente wird eine ausgewogene geschlechtsspezifische Verteilung berichtet. In 30 % der Vertretungen sind Kinder und Jugendliche mit Migrationshintergrund proportional aktiv. Bei jungen Menschen aus benachteiligten Sozialräumen (25 %) und bildungsfernen Schichten (21 %) sinkt die proportionale Repräsentation noch einmal ab. Mit 6 % am schwächsten sieht es bei jungen Menschen mit Behinderungen aus.

#### Institutionelle Verankerung
Ein Blick auf die institutionelle Verankerung und rechtliche Ausstattung der Kinder- und Jugendparlamente von heute macht deutlich, dass es hier nicht um unverbindliche Symbolpolitik geht. Zu rund 95 % verfügen sie in einer oder mehreren Varianten über institutionelle Garantien (Dienstanweisungen, Ratsbeschlüsse, eigene Satzungen etc.), 17 % sind in der Hauptsatzung verankert und 28 % arbeiten mit Leitlinien oder im Kontext von Beteiligungsstrategien. Zwei Drittel der Vertretungen haben ein Rederecht in Ausschüssen, mehr als die Hälfte auch ein Antragsrecht. Im Rat liegen die entsprechenden Zahlen noch über 40 %. Die Stimmrechte liegen in beiden Gremien jedoch nur im einstelligen Bereich.
Kommunen nutzen ihre Möglichkeiten zur Ausgestaltung der Beteiligung in Kinder- und Jugendparlamente durch feste Budgets oder durch ein Rede- und Antragsrecht in unterschiedlicher Weise. Ihre Gestaltungsspielräume werden in einigen Bundesländern durch die Gemeinde- und Landkreisordnungen eingeschränkt (vgl. Donath u. a. 2022).

#### Arbeitsweise
Mit regelmäßigen Sitzungen, Arbeitsgruppen und informellen Treffs entsprechen Kinder- und Jugendvertretungen den Erwartungen an parlamentarische Arbeit. Sie wählen ihre Vorsitzenden und Sprecher überwiegend selbst und betreiben zu zwei Dritteln ihre eigene Öffentlichkeitsarbeit. Auch wenn sich etwas mehr als die Hälfte aller Kinder- und Jugendparlamente an der Arbeitsweise von Parlamenten Erwachsener orientiert, gibt es signifikante Unterschiede. Eine gleich große Zahl organisiert sich in themenspezifischen Arbeitsgruppen. Für mehr als 90 % der Gremien spielen eigene Projekte eine zentrale Rolle, jeweils rund ein Drittel engagiert sich in Kooperationsprojekten oder fördert externe Projekte von Kindern und Jugendlichen.

#### Budget
Kinder- und Jugendparlamente werden durch ein eigenes Budget gestärkt, über das  vier von fünf dieser Gremien verfügen. Seine Höhe schwankt erheblich. Im Mittel sind es Beträge zwischen 5.000 und 10.000 Euro jährlich, über die das Gremium unabhängig oder in Absprache mit Zuständigen entscheiden kann. Dies erhöht dessen Wahrnehmung und Wirksamkeit. Zur Anerkennung der Arbeit der Mitglieder des Kinder- und Jugendparlaments dürfte zusätzlich beitragen, dass rund die Hälfte der Gremien Sitzungsgelder und Kostenerstattungen auszahlt.

#### Erfolge und Wirkungen
Eigene Projekte, selbstgewählte Themen und Arbeitsschwerpunkte und ein eigenes Budget sind einige der Faktoren, die das Engagement in Kinder- und Jugendparlamenten für viele Aktive zu einer positiven Erfahrung machen. Ihr Selbstbild ist durchaus spannungsreich. Die größte Zustimmung erhält mit 94 % ein Selbstverständnis, das auf eigene Projekte, Aktionen und Initiativen abhebt. Den zweithöchsten Zustimmungswert (88 %) erreicht das Selbstbild, Ansprechpartner, Interessenvertretung und Sprachrohr für die Kinder und Jugendlichen der Kommune zu sein. Knapp 80 % wollen die Sichtweise junger Menschen bei kommunalen Vorhaben und Planungen einbringen. Hier gibt es jedoch noch deutliche Defizite. Die Mehrzahl der Kinder- und Jugendgremien sieht sich nur „gelegentlich“ in das Zustandekommen von Ratsbeschlüssen einbezogen. Chancen haben sie vor allem bei der Ideensammlung und in der Planungsphase, aber kaum in der Entscheidungsphase. Rund ein Viertel der Kinder- und Jugendparlamente klagt über zu geringe Beachtung und Wertschätzung durch Politik und Verwaltung.

#### Perspektiven
Kinder- und Jugendparlamente bieten Lerngelegenheiten für die nachwachsende Generation und machen sie fit für eine vielfältiger gewordene Demokratie. Kinder- und Jugendparlamente tragen zur Stärkung kommunaler Demokratie bei und reduzieren eine Repräsentationslücke. Sie können Kommunen kinderfreundlicher und jugendgerechter machen und so das Wohlbefinden aller Einwohner steigern. Deshalb haben repräsentative Beteiligungsformate wie Kinder- und Jugendparlamente mehr jugendpolitische Aufmerksamkeit und öffentliche Förderung verdient. Parlamentarische Demokratie ist kein Selbstläufer, wie rechtspopulistische und autoritäre Tendenzen auch in vielen westlichen Demokratien zeigen. Oskar Negt schreibt dazu, dass die Demokratie „die einzige politisch verfasste Gesellschaftsordnung [ist], die gelernt werden muss“ (Negt 2010: 515).
Die umfassende Beteiligungsnorm der UN-Kinderrechtskonvention, nach der Kinder und Jugendliche in allen sie betreffenden Angelegenheiten zu hören und ihre Sichtweisen zu berücksichtigen sind (Art. 12), die in Deutschland Gesetzeskraft hat, lässt sich nicht allein durch Projekte und offene Formate einlösen.

#### Politische Entwicklungen
Der 16. Kinder- und Jugendbericht hat sich mit dem Schwerpunkt „Förderung demokratischer Bildung im Kindes- und Jugendalter“ auch „unterschätzten Räumen“ gewidmet und unter dieser Rubrik kommunale Kinder- und Jugendparlamenten aufgegriffen (BMFSFJ 2020, Kap. 15.7). Für ihre Aufwertung und Ausbreitung setzt sich die „Initiative Starke Kinder- und Jugendparlamente“ ein. Sie besteht aus der Servicestelle Starke Kinder- und Jugendparlamente beim Deutschen Kinderhilfswerk e. V. (DKHW), der Akademie für Kinder- und Jugendparlamente in Trägerschaft des Arbeitskreises deutscher Bildungsstätten e. V. (AdB), einer wissenschaftlichen Begleitung (Prof. Dr. Waldemar Stange/Prof. Dr. Roland Roth), einem projekteigenen Jugendbeirat sowie dem für die „Jugendstrategie und eigenständige Jugendpolitik“ zuständigen Fachreferat des Bundesministeriums für Familie, Senioren, Frauen und Jugend (BMFSFJ). Im Dezember 2021 hat die neue Bundesregierung aus SPD, Grünen und FDP die Stärkung der Kinder- und Jugendparlamente in den Koalitionsvertrag aufgenommen. Zu den Arbeitsgrundlagen der Initiative gehört ein Katalog von wissenschaftlich erarbeiteten Qualitätsmerkmalen.

## Österreich
In Graz werden seit etwa 2015 jährlich Kinderbürgermeisterin und -bürgermeister und je eine Stellvertretung, also in Summe zwei Buben und zwei Mädchen gewählt. Das Mitbestimmungsprojekt wird vom Kinderbüro Graz im Auftrag des Gemeinderats / des Magistrats durchgeführt. Stimmberechtigt sind Kinder von 6 bis 14 Jahren. Die Stimmen können 2022 vom 7. bis 13. März online (kinderbuero.at), per Wahlkarte und in Schulen sowie am 14. in Urnen vor dem Rathaus abgegeben werden. 6 Kandidaten (3 Mädchen, 3 Buben; 2 der amtierenden treten wieder an) werden auch in einem Artikel einer Regional-Gratiszeitung präsentiert.

## Schweiz
In der Schweiz sind Kinder- und Jugendparlamente weit verbreitet. Es gibt beispielsweise Jugendparlamente in Basel, im Kanton und der Stadt Bern, Luzern, Genf, Lausanne, dem Kanton Zürich und in vielen weiteren Städten und Kantonen. Es gibt den Dachverband Schweizer Jugendparlamente, in dem Jugendparlamente und andere Jugendorganisationen Mitglied sind.
Auf nationaler Ebene existiert in der Schweiz die Eidgenössische Jugendsession. Sie ist ein jährlich stattfindender Anlass, bei welchem 200 Jugendliche im Bundeshaus politische Forderungen erarbeiten und diese dem Präsidenten des Nationalrates übergeben.

## Liechtenstein
In Liechtenstein besteht die Jugendbeteiligung Liechtenstein (JUBEL) als Partizipationsmodell für junge Leute im Pflichtschulalter. Um die Lücke zwischen dem Austritt aus der Pflichtschule und dem offiziellen Wahlalter zu schließen, wurde von Jugendlichen ein Jugendrat Liechtenstein gegründet.

## Internationale Verbreitung
In den 1970er Jahren wurden in Waremme, Belgien und Schiltigheim, Frankreich die ersten Jugendparlamente gegründet. Weitere folgten in Frankreich, Österreich, Polen, England, Litauen, Italien, Norwegen, Belgien, Finnland, Dänemark. In der Schweiz sowie in den Niederlanden existieren gewählte kommunale Jugendvertretungen in unterschiedlich hoher Dichte. Es gab mehrfach Bestrebungen zur Gründung einer gemeinsamen europäischen Dachorganisation, die allerdings bis heute nicht existiert.
Mittlerweile gibt es Kinder- und Jugendparlamente in den meisten europäischen Ländern, aber auch in Australien und den USA.
Auch international gibt es unterschiedliche Bezeichnungen und Ausprägungen. Die Funktionsbestimmungen gehen neben der unabhängigen politischen Repräsentation von Kinder- und Jugendinteressen auf allen politischen Ebenen auch in Richtung Planspiele, Fragestunden oder Bildungsprogramme von nationalen und regionalen Parlamenten, von Verwaltungen und anderen Trägern. Eine für die Europäische Kommission erstellte Studie von Rand Europe bietet einen breiten, aber nicht vollständigen Überblick und zahlreiche Fallbeispiele. Sie unterscheidet zwischen Kinder- und Jugendräten (councils) bzw. Kinder- und Jugendparlamenten (parliaments), die jeweils selbst wieder in vielfältigen Varianten auftreten. Die letztere Form zeichnet sich strukturell vor allem durch eine größere Nähe zu den Parlamenten der Erwachsenen aus. Beide permanenten Formate haben ihren Schwerpunkt auf lokaler und regionaler Ebene. Aber es gibt sie auch auf nationaler und EU-Ebene sowie bei internationalen Organisationen. Die Studie zählt z. B. 15 EU-Länder mit nationalen Kinder- und Jugendparlamenten bzw. 11 EU-Länder mit Kinder- und Jugendräten auf nationaler Ebene.
Das Goethe-Institut hat in Zusammenarbeit mit verschiedenen Partnern internationale Jugendparlamente organisiert, so in den Jahren 2007/2008 ein deutsch-russisches Jugendparlament und 2010 das Jugendparlament Lateinamerika – Europa – Afrika: ein verbindender Dialog.
In Indien gibt es einen völlig anderen Typ von Kinderparlamenten: Children’s Parlament. Sie beteiligen Kinder und Jugendliche auf einer wesentlich breiteren Graswurzel-Basis an den Entscheidungen auf örtlicher und überörtlicher Ebene.